# Военно-воздушные силы Колумбии

Флаг ВВС Колумбии

Воздушные силы Колумбии (исп. Fuerza Aérea de Colombia) — являются одним из видов вооружённых сил Республики Колумбия.

## История
31 декабря 1919 года президентом страны было подписано распоряжение о создании авиационной школы для подготовки пилотов и авиамехаников, в 1921 году было создано первое авиационное подразделение в составе колумбийской армии. 
Военное сотрудничество c США усилилось в ходе Второй мировой войны, однако в связи с географическим положением (на значительном удалении от стран "оси" и театров военных действий) и нейтралитетом страны (Колумбия присоединилась к Антигитлеровской коалиции лишь в 1943 году и не принимала участия в боевых действиях) общий объём военной помощи в 1939-1945 гг. был небольшим. По программе ленд-лиза для ВВС были поставлены 101 самолёт (два транспортных и 99 учебно-тренировочных), 25 авиадвигателей и иное военное имущество.
В сентябре 1947 года в Рио-де-Жанейро был подписан Межамериканский договор о взаимной помощи, к которому присоединилась Колумбия. В 1952 году Колумбия и США подписали двухсторонний пакт о военной помощи.
В 1972 году ВВС насчитывали около 6 тыс. человек и свыше 120 самолётов.
В 2007 году в Бразилии были куплены десять самолётов EMBRAER A-29.
29 сентября 2024 года на востоке страны разбился вертолёт "Huey II" ВВС Колумбии (погибли все восемь человек на борту).

## Боевой состав
| Обозначение формирования или части  | Вооружение и оснащение              | Место расположения                  |
| 1-е боевое авиационное командование | 1-е боевое авиационное командование | 1-е боевое авиационное командование |
| 2-е боевое авиационное командование | 2-е боевое авиационное командование | 2-е боевое авиационное командование |
| 3-е боевое авиационное командование | 3-е боевое авиационное командование | 3-е боевое авиационное командование |
| 4-е боевое авиационное командование | 4-е боевое авиационное командование | 4-е боевое авиационное командование |
| 5-е боевое авиационное командование | 5-е боевое авиационное командование | 5-е боевое авиационное командование |
| 6-е боевое авиационное командование | 6-е боевое авиационное командование | 6-е боевое авиационное командование |
| Военно-транспортная авиагруппа      | Военно-транспортная авиагруппа      | Военно-транспортная авиагруппа      |
| ----------------------------------- | ----------------------------------- | ----------------------------------- |
|                                     |                                     |                                     |
|                                     |                                     |                                     |
|                                     |                                     |                                     |
|                                     |                                     |                                     |
|                                     |                                     |                                     |
|                                     |                                     |                                     |
|                                     |                                     |                                     |

## Техника и вооружение
Arpia III.
Данные о технике и вооружении ВВС Колумбии взяты со страницы журнала Aviation Week & Space Technology.
| Тип                                        | Производство    | Назначение                                                | Количество      | Примечания      |                 |
| Боевые самолёты                            | Боевые самолёты | Боевые самолёты                                           | Боевые самолёты | Боевые самолёты | Боевые самолёты |
| ------------------------------------------ | --------------- | --------------------------------------------------------- | --------------- | --------------- | --------------- |
| Cessna A-37B                               | США             | лёгкий штурмовик                                          | 11              |                 |                 |
| Embraer A-29B                              | Бразилия        | лёгкий штурмовик                                          | 24              |                 |                 |
| Embraer EMB-312 Tucano                     | Флаг Бразилии   | лёгкий штурмовик                                          | 14              |                 |                 |
| IAI C.12                                   | Израиль         | многоцелевой истребитель                                  | 9               |                 |                 |
| IAI C.10                                   | Израиль         | многоцелевой истребитель                                  | 10              |                 |                 |
| IAI TC.12                                  | Израиль         | учебный истребитель                                       | 3               |                 |                 |
| Rockwell OV-10A                            | США             | лёгкий штурмовик                                          | 9               |                 |                 |
| Транспортные самолёты                      |                 |                                                           |                 |                 |                 |
| Basler BT-67                               | США             | транспортный самолёт                                      | 8               |                 |                 |
| Boeing 707-373C                            | США             | транспортный самолёт                                      | 1               |                 |                 |
| Boeing 737-700BBJ                          | США             | административный самолёт                                  | 1               |                 |                 |
| CASA C-212 CASA C-212-100                  | Испания         | транспортный самолёт транспортный самолёт                 | 4 2             |                 |                 |
| CASA C-295M                                | Испания         | транспортный самолёт                                      | 6               |                 |                 |
| CASA CN-235M                               | Испания         | транспортный самолёт                                      | 3               |                 |                 |
| Fokker F28-1000 Fokker F28-3000            | Нидерланды      | административный самолёт административный самолёт         | 1 1             |                 |                 |
| Gavilán 358                                | Колумбия        | самолёт общего назначения                                 | 4               |                 |                 |
| IAI Arava 201                              | Израиль         | транспортный самолёт                                      | 1               |                 |                 |
| Lockheed C-130B Lockheed C-130H            | США             | транспортный самолёт транспортный самолёт                 | 4 3             |                 |                 |
| Разведывательные и наблюдательные самолёты |                 |                                                           |                 |                 |                 |
| Учебные самолёты                           |                 |                                                           |                 |                 |                 |
| Beechcraft T-34M                           | США             | учебно-тренировочный самолёт                              | 9               |                 |                 |
| Cessna T-37B Cessna T-37C                  | США             | учебно-тренировочный самолёт учебно-тренировочный самолёт | 3 4             |                 |                 |
| Cessna T-41D                               | США             | учебно-тренировочный самолёт                              | 8               |                 |                 |
| Embraer T-27                               | Бразилия        | учебно-тренировочный самолёт                              | 14              |                 |                 |
| Beech 65-B80                               | США             |                                                           | 2               |                 |                 |
| Beech D50                                  | США             |                                                           | 1               |                 |                 |
| Beech D55                                  | США             |                                                           | 1               |                 |                 |
| Cessna 208                                 | США             |                                                           | 5               |                 |                 |
| Cessna 208B                                | США             |                                                           | 3               |                 |                 |
| Cessna 337                                 | США             |                                                           | 3               |                 |                 |
| Cessna 550                                 | США             |                                                           | 1               |                 |                 |
| Cessna 560                                 | США             |                                                           | 5               |                 |                 |
| De Havilland Canada DHC-2                  | Канада          |                                                           | 1               |                 |                 |
| Dornier Do 328                             | Германия        |                                                           | 6               |                 |                 |
| Embraer EMB-110P1A                         | Бразилия        |                                                           | 2               |                 |                 |
| Embraer ERJ 145                            | Бразилия        |                                                           | 3               |                 |                 |
| Enstrom Helicopter F-28F                   | США             |                                                           | 12              |                 |                 |
| Fairchild Aerospace C-26A                  | США             |                                                           | 2               |                 |                 |
| Piper PA-23                                | США             |                                                           | 1               |                 |                 |
| Piper PA-31                                | США             |                                                           | 1               |                 |                 |
| Piper PA-31T                               | США             |                                                           | 1               |                 |                 |
| Piper PA-32                                | США             |                                                           | 1               |                 |                 |
| Piper PA-34                                | США             |                                                           | 3               |                 |                 |
| Piper PA-42                                | США             |                                                           | 1               |                 |                 |
| Raytheon 300                               | США             |                                                           | 1               |                 |                 |
| Rockwell 695                               | США             |                                                           | 3               |                 |                 |
| Schweizer SA2-37                           | США             | моторный планер                                           | 6               |                 |                 |
| Вертолёты                                  |                 |                                                           |                 |                 |                 |
| Bell Helicopter Textron 205                | США             | многоцелевой вертолёт                                     | 5               |                 |                 |
| Bell Helicopter Textron 206                | США             | многоцелевой вертолёт                                     | 6               |                 |                 |
| Bell Helicopter Textron 212                | США             | многоцелевой вертолёт                                     | 14              |                 |                 |
| Bell Helicopter Textron 412                | США             | многоцелевой вертолёт                                     | 2               |                 |                 |
| Bell Helicopter Textron UH-1H              | США             | многоцелевой вертолёт                                     | 21              |                 |                 |
| Hughes Helicopters 369                     | США             | многоцелевой вертолёт                                     | 10              |                 |                 |
| MD Helicopters 530F                        | США             | многоцелевой вертолёт                                     | 3               |                 |                 |
| Sikorsky UH-60L                            | США             | многоцелевой вертолёт                                     | 22              |                 |                 |

## Опознавательные знаки

Опознавательный знак ВВС Колумбии
Вариант уменьшенной видимости
Знак на киль

### Эволюция опознавательных знаков
| Опознавательный знак | Знак на фюзеляж | Знак на киль | Когда использовался            | Примечания                                                                              |
| -------------------- | --------------- | ------------ | ------------------------------ | --------------------------------------------------------------------------------------- |
|                      | нет             |              | 1920 — 1924                    | Первые самолёты, закупленные во Франции, несли французские опознавательные знаки.       |
|                      | нет             |              | 1924 — 1927                    | В 1924 году расцветка опознавательного знака стала основываться на национальных цветах. |
|                      | нет             |              | 21 февраля 1927 года — 1953    |                                                                                         |
|                      |                 |              | с 1953 года по настоящее время |                                                                                         |

## Знаки различия

### Генералы и офицеры
| Категории               | Генералы                  | Генералы               | Генералы                   | Старшие офицеры | Старшие офицеры  | Старшие офицеры | Младшие офицеры | Младшие офицеры | Младшие офицеры   |
| ----------------------- | ------------------------- | ---------------------- | -------------------------- | --------------- | ---------------- | --------------- | --------------- | --------------- | ----------------- |
|                         |                           |                        |                            |                 |                  |                 |                 |                 |                   |
| Колумбийское звание     | Teniente General del Aire | Mayor General del Aire | Brigadier General del Aire | Coronel         | Teniente Coronel | Mayor           | Capitán         | Teniente        | Sub Teniente      |
| Российское соответствие | Генерал-лейтенант         | Генерал-майор          | нет                        | Полковник       | Подполковник     | Майор           | Капитан         | Лейтенант       | Младший лейтенант |

### Сержанты и солдаты
| Категории               | Подофицеры              | Подофицеры   | Подофицеры      | Сержанты и старшины | Сержанты и старшины | Сержанты и старшины | Сержанты и старшины | Солдаты     | Солдаты |
| ----------------------- | ----------------------- | ------------ | --------------- | ------------------- | ------------------- | ------------------- | ------------------- | ----------- | ------- |
|                         |                         |              |                 |                     |                     |                     |                     |             | нет     |
| Колумбийское звание     | Técnico Jefe de Comando | Técnico Jefe | Técnico Subjefe | Técnico Primero     | Técnico Segundo     | Técnico Tercero     | Técnico Cuarto      | Aerotécnico | '       |
| Российское соответствие | Старший прапорщик       | Прапорщик    | нет             | Старшина            | Старший сержант     | Сержант             | Младший сержант     | Ефрейтор    | Рядовой |